# Гуадалупе (Нуэво-Леон)
Гуадалупе (исп. Guadalupe) — город и муниципалитет в мексиканском штате Нуэво-Леон. Часть агломерации Монтеррея. Город расположен к востоку от Монтеррея и граничит с муниципалитетами Сан-Николас-де-лос-Гарса, Аподака, Пескерия и Хуарес.
Гуадалупе был основан 4 января 1716 года, однако территория города была населена задолго до этой даты. В 1596 году был основан Монтеррей, и земли вокруг него, населённые индейцами, были отданы основателю Монтеррея Диего де Монтемайору. Он не использовал землю, и в 1627 году здесь были разбиты большие плантации кукурузы и сахарного тростника. В феврале 1715 года земля была экспроприирована испанским правительством и отдана под католическую миссию. В 1756 году город изменил свой имя и стал называться «Pueblo de la Nueva Tlaxcala de Nuestra Señora de Guadalupe de Horcasitas». 5 марта 1825 года Гуадалупе получил права города в провинции Нуэво-Леон.